# A pad
A pad egy 1984-ben bemutatott színes magyar tévéjáték. Alekszander Gelman műve alapján Benedek Árpád fordította és Nemere László rendezte. A dramaturg Jánosi Antal volt, a díszlettervező Rudas Éva, jelmeztervező Csengey Emőke, maszkmester Fenyvesi Júlia, berendező Labancz Kati, ruhakivitelező Suha Sándor, hangmérnök Herbert István, műszaki vezető Dobos Menyhért, rögzítésvezető Balczer Frigyes, építész Pugris Sándor, fővilágosító Devecseri László, operatőrök Gombos Tamás és Urbanics Lajos, felvételvezető Jerk György, a rendező munkatársa Nagy Imre, vezető operatőr Czabarka György és a gyártásvezető Szenteczky András.

## Szereplők
- Kiss Mari – Vera
- Koncz Gábor – Fegya
- Dávid Ági
- Simon Mari

## Forrás
- A pad (magyar nyelven). MTVA Archívum. (Hozzáférés: 2022. július 24.)